# Temple d'Echmoun (Sidon)

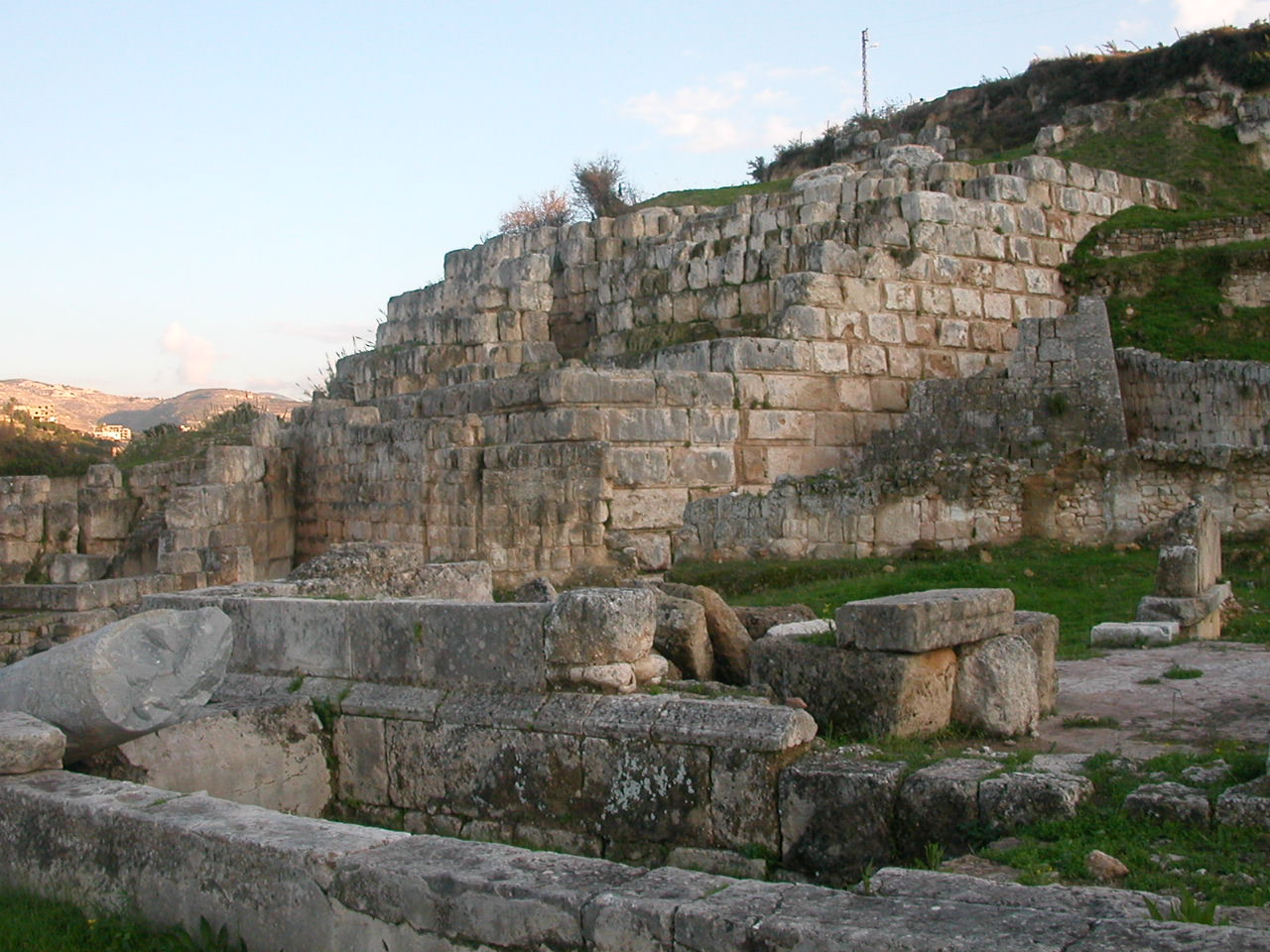
Le socle du temple d’Eshmoun, au lieu-dit Bustan el-Sheikh.

Le temple d’Eshmoun (en arabe : معبد اشمون) est un temple antique dédié au dieu phénicien de la guérison Eshmoun, situé à deux kilomètres au nord-est de Saïda, l’ancienne Sidon, dans le sud-ouest du Liban.
Le site a été occupé sur une longue période, du VIIe siècle av. J.-C. jusqu'au VIIIe siècle apr. J.-C. Bien que la construction du temple soit due au roi de Sidon Eshmounazar II durant l’époque achéménide, l’ensemble a été largement agrandi par Bodashtart, Yatanmilk et d’autres monarques ultérieurs. Il célèbre la richesse et la stature recouvrée de la ville de Sidon. La variété des styles architecturaux et décoratifs du temple résulte de l’étendue sur plusieurs siècles de l’expansion de la ville, qui ont vu les périodes d’indépendance et d’hégémonies étrangères se succéder.
Le temple d’Eshmoun fut adapté durant le début de la domination romaine, puis déclina à la suite de tremblements de terre. Il tomba dans l’oubli avec l'avènement du christianisme puis fut utilisé comme carrière.
Le site du temple fut redécouvert en 1900 par des chercheurs de trésors locaux, attirant la curiosité de spécialistes internationaux. Maurice Dunand, un archéologue français, fouilla le site de 1963 jusqu’au début de la guerre du Liban, en 1975. Après la fin des hostilités et le retrait d’Israël du Sud-Liban, le site fut réhabilité et inscrit à la liste indicative du patrimoine mondial de l’humanité.

## Description
Le sanctuaire consiste en une esplanade et une grande cour limitée par une énorme terrasse de calcaire qui supporte un podium ayant lui-même porté autrefois un temple de marbre de style gréco-perse. On trouve également sur le site une série de bassins d’ablutions alimentés par des canaux amenant l’eau depuis la rivière Asclepius (aujourd'hui Awali) et de la source sacrée Ydll. Ces installations étaient utilisées à des fins purificatoires, caractéristiques du culte d’Eshmoun. De nombreuses découvertes d’objets de valeur, particulièrement ceux portant des inscriptions phéniciennes, donnent un précieux aperçu de l’histoire du site et de l’ancienne Sidon.

## Histoire

### Contexte historique
Au IXe siècle av. J.-C., le roi assyrien Assurnasirpal II conquit le Mont Liban et les villes côtières. Les nouveaux souverains exigèrent de Sidon et des autres cités phéniciennes le paiement d'un tribut. Cela força Sidon à rechercher de nouveaux moyens d'approvisionnement, et contribua à l'émigration phénicienne, qui atteignit son apogée au VIIIe siècle av. J.-C.. Lorsque le roi assyrien Sargon II mourut en 705 av. J.-C., le roi sidonien Louli, allié aux Égyptiens et au royaume de Juda, tenta en vain de se rebeller contre la domination assyrienne  et fut contraint de fuir à Kition (actuelle Larnaca à Chypre) à l'arrivée de l'armée assyrienne, menée par le fils de Sargon II, Sennachérib. Ce dernier installa Ithobaal II sur le trône de Sidon et réinstaura le tribut annuel. Lorsque Abdi-Milkutti (en) devint roi de Sidon en 680 av. J.-C., il se rebella à son tour contre les Assyriens. Le roi assyrien Assarhaddon répliqua par l'attaque de la ville. Après trois ans de siège, Abdi-Milkutti fut capturé et décapité en 677 av. J.-C. tandis que la cité fut détruite et renommée Kar-Ashur-aha-iddina (le port d'Assarhaddon). Sidon fut dépecée de son territoire qui fut offert à Baal Ier, roi de la ville rivale de Tyr et vassal d'Assarhaddon. Les deux hommes signèrent un traité (en) en 675 av. J.-C. dans lequel Eshmun est invoqué comme garant de l'accord,.

### Construction
Alors que Sidon retrouvait sa prospérité, Tyr fut assiégée pendant treize ans par le roi chaldéen Nabuchodonosor II, de 586 à 573 av. J.-C.. Cependant, le roi de Sidon était toujours en exil forcé à la cour de Babylone, et la ville revendiquait son ancien statut de capitale de la province de Phénicie dans l'empire achéménide. Durant cette période, Xerxès Ier offrit le plaine de Sharon à Eshmunazar II afin de le remercier d'avoir mis la flotte sidonienne à son service durant les guerres médiques,,.
Afin de montrer sa nouvelle richesse, Eshmunazar II fit construire de nombreux temples à l’effigie des dieux de Sidon, comme le montrent des inscriptions retrouvées sur son sarcophage. Il est notamment à l'origine de la construction du temple d'Eshmoun, construit « près de la source Ydll, à côté de la citerne »,.
Comme l'attestent deux séries d'inscriptions sur les fondations du podium monumental, la construction de ce dernier n'a commencé que durant le règne du roi Bodashtart. Le premier ensemble d'inscriptions ne comporte que le nom de Bodashtart, tandis que le second inclut aussi celui du prince héritier Yatan-Milk,. Une inscription phénicienne, située à trois kilomètres du temple et datant de la quatorzième année de règne de Bodashtart, évoque les travaux d'adduction de la rivière Awali vers la source Ydll, dont l'eau était utilisée pour les rituels de purification,.

### Époque romaine et déclin
Le sanctuaire d'Eshmoun fut endommagé par un séisme au IVe siècle av. J.-C. qui détruisit le temple en marbre situé sur le podium. Celui-ci ne fut pas reconstruit mais de nombreux temples et chapelles furent plus tard ajoutés,.
Le site demeura un lieu de pèlerinage durant l'Antiquité classique sous la domination romaine, jusqu'au développement du christianisme. Le culte d'Eshmoun fut interdit durant les persécutions des païens et une église chrétienne fut construite à l'emplacement du temple,. Les vestiges d'une église byzantine tels que des mosaïques sont toujours visibles sur les lieux.
Une colonnade romaine fut construite au IVe siècle probablement par l'empereur Septime Sévère. La présence d'une villa romaine démontre la relative importance retrouvée par la ville à cette époque. Les Romains ajoutèrent un escalier processionnaire, des bassins d'ablutions et un nymphée orné de mosaïques. Ces ajouts sont encore largement intacts. Une fontaine romaine est décorée de statues de trois nymphes.
À la suite d'un nouveau tremblement de terre en 570 apr. J.-C., Sidon fut partiellement réduite à l'état de ruines selon Anonyme de Plaisance, un pèlerin chrétien qui se rendait en Terre sainte. Après la disparition du culte d'Eshmoun, le site fut pendant longtemps utilisé comme carrière. L'émir Fakhreddine II utilisa par exemple les blocs massifs pour la construction d'un pont sur la rivière Awali au XVIIe siècle.
Le site tomba ensuite dans l'oubli jusqu'au XIXe siècle.

### Redécouverte
L'anthropologiste anglais Richard Pococke, qui voyagea au Moyen-Orient entre 1737 et 1742, rapporta avoir découvert les ruines de ce qu'il pensait être des murailles. Il avait en effet trouvé des blocs de pierre de 12 pieds, soit 3,7 mètres, à proximité de la rivière Awali. Lorsque l'écrivain Ernest Renan se rendit sur les lieux en 1860, il remarqua que les culées du pont sur l'Awali étaient rustiquées et provenaient d'une construction antérieure. Dans son rapport, intitulé Mission de Phénicie (en), il raconta également qu'un chasseur de trésor local lui avait parlé d'un grand édifice à côté du pont.
En 1900, des chercheurs de trésors locaux qui creusaient sur le site du temple mirent au jour, par hasard, des inscriptions gravées sur les murs du temple. Cette découverte attira l'attention de Théodore Macridy Bey, conservateur du musée de Constantinople. Ce dernier fouilla les ruines entre 1901 et 1903, tout comme Wilhelm Von Landau entre 1903 et 1904 et Georges Contenau en 1920, à la tête d'une équipe d'archéologues, mais la première fouille archéologique approfondie ne fut menée qu'à partir de 1963 par Maurice Dunand,. Celle-ci, qui dura jusqu'en 1975, révéla l'étendue du site et démontra que les lieux avaient été continuellement occupés du VIIe siècle av. J.-C. au VIIIe siècle apr. J.-C..

### Guerre civile et préservation
Durant la guerre civile libanaise et l'occupation israélienne du Sud-Liban, le site fut abandonné et envahi par la végétation. Après le retrait d'Israël en 2000, il fut nettoyé et il est aujourd'hui possible de le visiter.
Le temple d'Eshmoun a été ajouté à la liste indicative du patrimoine mondial de l'UNESCO le 1er juillet 1996 en raison de son importance archéologique : il s'agit du site phénicien le mieux préservé du Liban.

## Architecture
Construit à l'époque babylonienne, le plus ancien des bâtiments du site est une construction pyramidale ressemblant à une ziggurat. Il comporte une rampe qui permet d'accéder à un réservoir d'eau. Des fragments de socles de colonnes en marbre avec des moulures en forme de tore ainsi que des colonnes à facettes trouvées à l'est du podium sont également attribués à l'ère babylonienne.
À l'époque perse, un podium est construit au dessus de la structure pyramidale. Celui-ci est constitué de pierres de taille issues de blocs de calcaire fortement bosselés, qui mesuraient 3 mètres de diamètre et 1 mètre d'épaisseur. Le podium, qui s'étendait sur 50 mètres à flanc de colline, mesurait 22 mètres de haut et 70 mètres de large,. Un temple en marbre de style greco-persan, probablement construit par des artisans ioniens autour de 500 av. J.-C., se trouvait autrefois sur l'esplanade située au-dessus du podium. En raison des pillages, il ne reste aujourd'hui que quelques fragments des pierres de ce temple.